# Three Little Birds
Three Little Birds è una canzone di Bob Marley & the Wailers, presente nel secondo lato del loro album Exodus del 1977.

## Ispirazione
È stata scritta da Marley a Kingston (in Giamaica), l'anno precedente. All'epoca Marley era solito sedere nel cortile di casa a fumare dell'erba (Marijuana). Ogni volta che si rollava uno spinello, tre piccoli uccellini venivano a beccare i semi che gli cadevano. La visione di questi tre uccellini, che mangiavano tranquilli e in pace, gli ispirò questa canzone reggae che parlava del non preoccuparsi eccessivamente del proprio destino.
Marley inoltre chiamava spesso "i tre uccellini" le coriste dei Wailers, la sua band. Avevano il nome collettivo di I-Threes: Marcia Griffiths, Judy Mowatt, e Rita Marley.

## Successo commerciale
La canzone è una delle più popolari di Bob Marley. Nel 1980 in Inghilterra uscì come singolo (il retro era Every Need Got an Ego to Feed), arrivando sino al 17º posto.

## Cover
- Il brasiliano Gilberto Gil ha inciso una cover più "rilassata" del brano
- Sean Paul con Ziggy Marley (il figlio di Bob Marley) ne ha inciso invece una versione più ritmata per il film Shark Tale
- Robbie Williams ha inciso un DVD di un concerto con inclusa questa canzone
- Nel 2018 i Maroon 5 hanno inciso una cover del brano per lo spot pubblicitario della Hyundai

## Curiosità
- Three Little Birds è la canzone portante del film con Will Smith Io sono leggenda.
- Anche Sebastian, nel film La sirenetta di Walt Disney, canta la canzone
- Siccome il brano inizia con le parole "Don't worry...", negli anni si è diffusa la convinzione che la celebre canzone Don't Worry, Be Happy sia stata inizialmente incisa proprio da Bob Marley.
- Viene usata all'inizio e alla fine del film Ma cosa ci dice il cervello.
- Nel 2021 una cover è stata usata per il trailer di lancio dell'undicesima stagione del popolare videogioco Apex Legends.
- La canzone è stata adottata come un inno non ufficiale dell'Ajax a partire dal 2008, per pura casualità quando lo speaker della Johan Cruijff Arena la riprodusse dopo una partita del club olandese.